# Ari Laitinen
Ari Juhani Laitinen, född 1945 i Finland, är en svensk målare.
Laitinen har bedrivit konststudier på egen hand samt erhållit viss vägledning i akvarellmåleri av Nandor Mikola i Finland samt i kinesiskt måleri av Lim Eow i Thailand. Han har ställt ut separat i Finland, Stockholm och på Galleri Götlin i Nora.
Bland hans offentliga arbeten märks en altartavla till kyrkan i Kaduna i Nigeria, bok och skivomslag samt illustrationer.
Hans konst består av akvareller med landskap och kustmotiv. Vid sidan av sitt eget skapande har han varit verksam som teckningslärare i Rimbo.
Laitinen är representerad vid Nordiska Akvarellmuseet, PK-banken, Kommunförbundet och Skandinaviska bokförlaget.